# وزندورف (زامتگمایند)
وزندورف (به آلمانی: Samtgemeinde Wesendorf) یک منطقهٔ مسکونی در آلمان است که در گیفهورن واقع شده‌است. وزندورف ۱۴٬۵۷۶ نفر جمعیت دارد.